# Гельмгольциан
Гельмгольциа́н — в гидродинамике векторный (преобразующий векторное поле в векторное поле) линейный дифференциальный оператор, определяемый для движущейся жидкости или газа. Гельмгольциан обозначается символом {\displaystyle \ \operatorname {helm} }. Гельмгольциан над векторным полем {\displaystyle \mathbf {A} } определяется формулой
{\displaystyle \ \operatorname {helm} \mathbf {A} \equiv {\frac {\partial \mathbf {A} }{\partial t}}+(v\cdot \nabla )\mathbf {A} -(\mathbf {A} \cdot \nabla )v+\mathbf {A} (\nabla \cdot v)},
где {\displaystyle \mathbf {v} } — вектор скорости потока жидкости или газа, {\displaystyle \nabla } — оператор набла.
Оператор гельмгольциан внедрён в обиход Александром Александровичем Фридманом, и назван в честь Германа Гельмгольца.
Гидродинамический смысл гельмгольциана заключается в том, что равенство {\displaystyle \ \operatorname {helm} \mathbf {A} =0} означает «вмороженность» векторного поля {\displaystyle \ \mathbf {A} } в движущуюся жидкость, понимаемую в том смысле, что каждая векторная линия этого поля (то есть линия, касательная к которой в любой её точке имеет направление вектора {\displaystyle \ \mathbf {A} } в этой точке) сохраняется, то есть всё время состоит из одних и тех же частиц жидкости, а интенсивность векторных трубок (стенки которых состоят из векторных линий), то есть потоки {\displaystyle \ \int \limits _{\sigma }(\mathbf {A} \cdot d\mathbf {\sigma } )} вектора {\displaystyle \ \mathbf {A} } через любые сечения {\displaystyle \ \mathbf {\sigma } } этих трубок, не меняются со временем.
Гельмгольциан используется в геофизической гидродинамике, магнитной гидродинамике.